# Superliga 2013-2014 (Slovacchia)
La Superliga 2013-2014 (chiamata anche Corgoň Liga per motivi di sponsorizzazione) è stata la ventunesima edizione del campionato di calcio slovacco. La stagione è iniziata il 14 luglio 2013 ed è terminata il 31 maggio 2014. Lo Slovan Bratislava ha vinto il titolo per l'ottava volta nella sua storia.

## Novità
Il Tatran Prešov è stato retrocesso dopo essersi classificato all'ultimo posto nella stagione 2012-2013. Al suo posto è stato promosso il DAC Dunajská Streda, vincitore della seconda divisione.

## Regolamento
Le 12 squadre si affrontano in gironi di andata-ritorno-andata, per un totale di 33 giornate.

La squadra campione di Slovacchia si qualificherà per il secondo turno di qualificazione della UEFA Champions League 2014-2015.

La seconda e la terza classificata si qualificheranno per il secondo turno della UEFA Europa League 2014-2015.

L'ultima classificata retrocederà direttamente in 1. Slovenská Futbalová Liga.

## Squadre partecipanti
| Club                | Città           | Stadio                     | Posizione 2012-2013                     |
| ------------------- | --------------- | -------------------------- | --------------------------------------- |
| AS Trenčín          | Trenčín         | Štadión na Sihoti          | 3º posto                                |
| DAC Dunajská Streda | Dunajská Streda | DAC Štadión                | 1º posto in 1. Slovenská Futbalová Liga |
| Dukla B.B.          | Banská Bystrica | Stadio SNP                 | 10º posto                               |
| VSS Košice          | Košice          | Stadio Lokomotíva          | 5º posto                                |
| Nitra               | Nitra           | Štadión pod Zoborom        | 9º posto                                |
| Ružomberok          | Ružomberok      | Štadión MFK Ružomberok     | 6º posto                                |
| Senica              | Senica          | Štadión FK Senica          | 2º posto                                |
| Slovan Bratislava   | Bratislava      | Stadio Pasienky            | Campione di Slovacchia                  |
| Spartak Myjava      | Myjava          | Futbalový Štadión Myjava   | 4º posto                                |
| Spartak Trnava      | Trnava          | Stadio Antona Malatinského | 11º posto                               |
| ViOn Z.M.           | Zlaté Moravce   | Štadión FC ViOn            | 8º posto                                |
| Žilina              | Žilina          | Štadión pod Dubňom         | 7º posto                                |

## Classifica
|                       | Pos. | Squadra             | Pt | G  | V  | N | P  | GF | GS | DR  |
| --------------------- | ---- | ------------------- | -- | -- | -- | - | -- | -- | -- | --- |
| Slovacchia (bandiera) | 1.   | Slovan Bratislava   | 75 | 33 | 24 | 3 | 6  | 63 | 32 | +31 |
|                       | 2.   | AS Trenčín          | 63 | 33 | 19 | 6 | 8  | 74 | 35 | +39 |
|                       | 3.   | Spartak Trnava      | 53 | 33 | 16 | 5 | 12 | 47 | 42 | +5  |
|                       | 4.   | Ružomberok          | 50 | 33 | 15 | 5 | 13 | 56 | 51 | +5  |
|                       | 5.   | VSS Košice          | 46 | 33 | 13 | 7 | 13 | 41 | 40 | +1  |
|                       | 6.   | Senica              | 46 | 33 | 13 | 7 | 13 | 45 | 47 | -2  |
|                       | 7.   | Spartak Myjava      | 45 | 33 | 13 | 6 | 14 | 45 | 54 | -9  |
|                       | 8.   | Dukla B.B.          | 42 | 33 | 11 | 9 | 13 | 48 | 48 | 0   |
|                       | 9.   | Žilina              | 40 | 33 | 11 | 7 | 15 | 49 | 50 | -1  |
|                       | 10.  | ViOn Z.M.           | 38 | 33 | 11 | 5 | 17 | 36 | 47 | -11 |
|                       | 11.  | DAC Dunajská Streda | 32 | 33 | 8  | 8 | 17 | 28 | 57 | −29 |
|                       | 12.  | Nitra               | 26 | 33 | 6  | 8 | 19 | 33 | 63 | −30 |

Legenda:

      Campione di Slovacchia e ammessa alla UEFA Champions League 2014-2015

      Ammesse alla UEFA Europa League 2014-2015

      Retrocesse in 2. Slovenská Futbalová Liga 2014-2015

## Risultati
|                     | AST     | DAC     | Duk     | Koš     | Nit     | Ruž     | Sen     | SlB     | SpM     | SpT     | ViO     | Žil     |
| ------------------- | ------- | ------- | ------- | ------- | ------- | ------- | ------- | ------- | ------- | ------- | ------- | ------- |
| AS Trenčín          | –––     | 6-0 3-0 | 3-1     | 5-0     | 4-0 1-1 | 0-1 3-0 | 2-0     | 4-2 0-1 | 2-3 4-1 | 2-2     | 5-0     | 2-1     |
| DAC Dunajská Streda | 1-0     | –––     | 1-1 4-0 | 0-0     | 1-0 1-1 | 2-0     | 0-2     | 1-2     | 0-3     | 1-4 1-0 | 0-1 1-0 | 0-1 2-1 |
| Dukla B.B.          | 2-2     | 5-1     | –––     | 1-0 0-1 | 4-0 0-0 | 0-1     | 3-1     | 2-4 1-2 | 1-0     | 0-0     | 2-1     | 3-3 4-1 |
| Košice              | 0-1 1-1 | 4-1 2-1 | 3-1     | –––     | 4-2 1-0 | 2-2 1-2 | 3-1     | 0-1 0-2 | 2-1     | 1-3     | 2-0 0-0 | 1-0     |
| Nitra               | 1-1     | 0-0     | 2-0     | 2-3     | –––     | 3-3 3-1 | 1-0 2-0 | 1-2     | 0-1 3-0 | 0-1 3-0 | 2-3 0-3 | 0-2     |
| Ružomberok          | 1-2     | 2-0 2-1 | 2-1 0-1 | 0-3     | 4-0     | –––     | 1-1 0-0 | 2-3     | 0-3 5-0 | 3-2 0-2 | 1-3     | 2-2 3-2 |
| Senica              | 3-1 2-1 | 4-0 3-3 | 1-1     | 1-0 3-2 | 2-1     | 2-1     | –––     | 0-2     | 3-1     | 2-1 0-1 | 2-1     | 2-1 1-4 |
| Slovan Bratislava   | 0-3     | 1-1 2-1 | 2-0     | 1-1     | 5-0 2-1 | 3-2 1-2 | 1-0 2-0 | –––     | 5-0 0-1 | 2-0     | 2-0     | 2-1     |
| Spartak Myjava      | 1-3     | 4-1 1-1 | 0-4 2-1 | 1-0 0-1 | 4-0     | 0-3     | 2-2 2-0 | 2-2     | –––     | 6-2 0-3 | 2-2     | 1-1     |
| Spartak Trnava      | 2-1 3-1 | 1-2     | 2-1 4-0 | 0-0 1-0 | 0-0     | 1-4     | 1-0     | 1-3 1-2 | 0-1     | –––     | 3-2     | 1-0 3-1 |
| ViOn Zlaté Moravce  | 1-3     | 1-0     | 0-0 1-3 | 1-1     | 3-0     | 1-3 1-0 | 2-2 2-1 | 0-2     | 1-0 1-2 | 2-0 1-2 | –––     | 2-0     |
| Žilina              | 1-3 0-1 | 0-0     | 1-2     | 2-0 3-2 | 4-4 3-0 | 2-3     | 1-3     | 2-0     | 1-0     | 0-0     | 3-1 1-0 | –––     |

## Classifica marcatori
| Gol |  |  | Giocatore       | Squadra                   |
| --- |  |  | --------------- | ------------------------- |
| 14  |  |  | Tomáš Malec     | AS Trenčín                |
| 13  |  |  | Léandre Tawamba | Ružomberok                |
| 13  |  |  | Juraj Piroska   | Senica                    |
| 12  |  |  | Pavel Fořt      | Slovan Bratislava         |
| 12  |  |  | Róbert Vittek   | Slovan Bratislava         |
| 11  |  |  | Miloš Lačný     | Ružomberok                |
| 11  |  |  | Štefan Pekár    | Spartak Myjava            |
| 11  |  |  | Pavol Jurčo     | Dukla B.B. (8) Žilina (3) |
| 10  |  |  | Gino van Kessel | AS Trenčín                |
| 10  |  |  | Tomáš Ďubek     | Ružomberok                |
| 9   |  |  | Erik Sabo       | Spartak Trnava            |

## Verdetti
- Campione di Slovacchia:  Slovan Bratislava
- In UEFA Champions League 2014-2015:  Slovan Bratislava
- In UEFA Europa League 2014-2015:  AS Trenčín,  Spartak Trnava e  VSS Košice
- In 1. Slovenská Futbalová Liga:  Nitra